# Geophis maculiferus
Espèce
Statut de conservation UICN

 DD  : Données insuffisantes
Geophis maculiferus  est une espèce de serpents de la famille des Dipsadidae.

## Répartition
Cette espèce est endémique du Michoacán au Mexique.

## Description
L'holotype de Geophis maculiferus mesure 161 mm dont 21 mm pour la queue. Cette espèce présente un dos variant du grisâtre ou brun violacé et dont les écailles sont bordées de sombre. Sa face ventrale est blanc crème ou jaunâtre.

## Publication originale
- Taylor, 1941 : Herpetological Miscellany, No. II. University of Kansas Science Bulletin, vol. 27, no 7, p. 105-132 (texte intégral).